# Legends of Runeterra
Legends of Runeterra (LoR) je bezplatná digitální sběratelská karetní hra pro více hráčů vyvinutá a publikovaná společností Riot Games. Vydána byla 29. dubna 2020 pro Microsoft Windows, Android a iOS. Tato hra využívá postavy a prostředí, které pocházející z League of Legends, multiplayerové online battle arény od Riot Games.